# Eduard H. Dörrenberg
Eduard Hermann Dörrenberg (* 20. April 1909 in Düsseldorf; † 7. November 1988) war ein deutscher Unternehmer und Sportfunktionär. Er war von 1973 bis 1975 Präsident des Deutschen Tennis Bundes.

## Leben
Dörrenberg, Sohn des Fabrikanten Richard Dörrenberg, besuchte das Reformrealgymnasium in Düsseldorf und absolvierte bis 1935 die Technische Hochschule Karlsruhe und die Technische Hochschule Hannover mit dem Abschluss als Diplom-Ingenieur, arbeitete an der Industrie- und Handelskammer in Düsseldorf und war dort insbesondere im Ausschuss für Industriewirtschaft tätig. Dörrenberg war ab 1936 Inhaber der Firma Rohde & Dörrenberg in Düsseldorf-Oberkassel und weiterer Firmen.
Mit der Wahl seines Freundes Jost Henkel zum Präsidenten des Deutschen Tennis Bunds wurde Dörrenberg 1952 Vorsitzender des Bezirks Niederrhein. Nachdem er bereits 1967 zum Vizepräsidenten des DTB gewählt wurde, amtierte er von 1973 bis 1975 als dessen Präsident.
Dörrenberg war verheiratet und Vater von vier Kindern.